# Theodore Nicholas Gill
Theodore Nicholas Gill (Nova York, 21 de març del 1837 – 25 de setembre del 1914) fou un ictiòleg, mastòleg i bibliotecari estatunidenc. Fou educat a la seva ciutat natal amb tutors privats. Gill mostrà un interès precoç en la història natural. Ajudà a James Carson Brevoort a classificar les seves col·leccions d'entomologia i ictiologia abans de marxar a Washington el 1863 per treballar a la Smithsonian Institution. S'especialitzà a catalogar mamífers, peixos i mol·luscs sense perdre habilitats amb altres tipus d'animals. Era bibliotecari de la Smithsonian i ajudant sènior de la Biblioteca del Congrés dels Estats Units. Fou professor de zoologia a la Universitat George Washington. També fou membre del Megatherium Club de la Smithsonian a Washington. Els altres membres solien burlar-se d'ell perquè era vanitós. Esdevingué president de l'Associació Americana per l'Avenç de la Ciència el 1897. Des de 1867 va ser mebre de l'American Philosophical Society.

## Obres destacades
A més de quatre-cents documents sobre temes científics, heuaquí les principals obres: 
- Arrangements of the Families of Mollusks 1871
- Arrangement of the Families of Mammals 1872
- Arrangement of the Families of Fishes, 1872
- Catalogue of the Fishes of the East Coast of North America, 1875:
- Bibliography of the Fishes of the Pacific of the United States to the End of 1879 1882
- Reports on Zoology per als annuaris de la Smithsonian Institution a partir del 1879